# العلاج بالكتب الهزلية
علاج الكتب الهزلية هو شكل من أشكال العلاج بالفن حيث يعبر أولئك الذين يخضعون لإعادة التأهيل أو الذين أكملوا إعادة التأهيل عن تجاربهم الشخصية من خلال الروايات بشكل هزلي (كاريكاتير)، حيث يتيح المزيج من النصوص والصور للمرضى معالجة ذكرياتهم وعواطفهم من خلال وسيلتين مختلفتين ومتوافقتين، كما يمكن أن يستخدم العلاج بالكتب الهزلية أيضًا في بيئة العلاج النفسي حيث يتم تشجيع العملاء (المرضى) على قراءة كتب هزلية محددة، غالبًا تتمحور حول مواضيع مشابهة لتشخيصاتهم المرضية، إذ يتم تشجيع العملاء على تقديم أفكارهم ومشاعرهم التي مروا بها أثناء القراءة لرسم أوجه الشبه مع تجاربهم الخاصة، اعتمادًا على الأحداث التي تحدث في الكتب، حيث يتم فعل ذلك لمحاولة الوصول إلى لحظة واضحة من الفهم لحياة المرء (المريض).
كلا الشكلين من العلاج يمكن أن يستخدم طوال فترة عملية علاج المريض: فورًا بعد التشخيص، طوال فترة إعادة التأهيل، وخلال الأحداث التي تتبعها، بما في ذلك التعديل والتكيف العام.
العلاج بالكتب الهزلية يتم تطبيقه حاليًا على مجموعة متنوعة من الناس، بما في ذلك المرضى الذين تم تشخيصهم بتشخيصات تؤثر على حياتهم (مثل: السرطان، الخرف، مرض بانكسون، مرض السكري، إلى آخره…)، المرضى أو أفراد عائلاتهم الذين يعانون من مرض خطير أو حالة وفاة، العائلات التي تخضع للعلاج، الناجون من الاعتداءات الجنسية، بالإضافة إلى الجنود العائدين من الحرب.
أحد هذه العلاجات تم ابتكاره من قبل الكابتن راسل شيلينغ، يتم تطويره حاليًا من قبل وكالة مشاريع البحوث المتطورة الدفاعية الأمريكية (DARPA).

## العلاج بالكتب الهزلية والطب الجرافيكي
الطب الجرافيكي تم بالأصل صياغته من قبل إيان ويليامز، وهو نوع أدبي يجمع بين وسيلة الكوميديا ورسالة الطب.
خلال السنوات العشر الماضية، القصص المصورة والتي يشار إليها أيضًا تحت عنوان كاريكاتير الكبار، أصبحت ببطء اتجاهًا صاعدًا للثقافة الشعبية. وهي تدين بنجاحها جزئيا إلى تطور العلوم الإنسانية الطبية، حيث أجريت دراسة متعددة التخصصات بالموضوعات المتعلقة بالطب والرعاية الصحية، بينما تتضمن العلوم الإنسانية الطبية مجموعة متنوعة من الموضوعات القائمة على اللغة (مثل: الفلسفة، الأخلاق، والدين، إلى آخره…)، كما أن الطب الجرافيكي يسعى جاهدًا لتحليل نفس الموضوعات المتعلقة بالرعاية الصحية باستخدام عدسة فنية، حيث أن هذا النوع يجمع اصطلاح النص مع غرابة الصور لتقديم روايات عاطفية ذات صلة بالرعاية الصحية أو التجارب الطبية.
أيضًا هذه الروايات يتم الإشارة إليها أحيانًا باسم «الأمراض الرسومية»، كما يناقشون عادة تشخيص الإصابات أو الأمراض.
الخبراء الحاليين في هذا المجال يسعون جاهدين لتطوير مجموعة من الروايات التي لا يقتصر آداؤها على العمل كأداة علاجية للمرضى وأحبائهم، بل يمكن أن تعمل بمثابة أداة تعليمية لطلاب الطب أيضًا.
غالبًا ما تستخدم المفاهيم العامة للطب الجرافيكي والعلاج بالكتب الهزلية بالتبادل، حيث يسعى كلاهما إلى تطوير قصص متعلقة بالرعاية الصحية باستخدام كلا النصوص والرسومات، ومع ذلك هناك فرق يجب الأخذ به، حيث أن الطب الجرافيكي يعمل كمصطلح شامل لمجموعة من التقنيات العلاجية، لذلك العلاج بالكتب الهزلية يتناسب بشكل تام تحته، باعتباره واحد فقط من العلاجات العديدة التي يحققها الطب الجرافيكي.

## تاريخه
بدأت الأسس لصناعه الرسوم الهزلية في أوائل ١٩٢٠ بعد ذروة الحرب العالمية الأولى، حيث بدأت كخطوط سوداء وبيضاء صغيرة، واتُخِذَت الرسوم الهزلية في غالب الأحيان كمساحة حشو مسلية داخل المجلات والصحف الوطنية والمحلية في شتى أنحاء البلاد، حتى عام ١٩٢٩ عندما جاءت أول مجموعة من المواد الهزلية (كاريكاتير #١)، حيث شهدت السنوات التي تليها طفرة في نشر القصص الهزلية التي استمرت حتى يومنا هذا مع الصغار والكبار على حد سواء، الذين لا يزالون يعرفون أسماء مثل باتمان، سوبرمان، بينتس، وكالفن وهوبز.
الخبراء في مجال الطب الجرافيكي نسبوا التاريخ إلى ما هو أبعد من أوائل ١٩٢٠، حيث أنهم يزعمون أن أصل مجالهم الأكاديمي يعود إلى رسومات الكهوف ما قبل التاريخ ورغبة الأنسان في التعبير عن نفسه بالصور، وفي ضوء ذلك يرى أساتذة الطب الجرافيكي وأطباء العلاج بالكتب الهزلية أن الهيروغليفية المصرية، رسومات المايا والآزتك، والفن العظيم لليونانيين، والرومان تدرج في تاريخ الكتب الهزلية أيضًا.
تبدأ قصة الرسوم الهزلية تحديدًا في عام ١٩٣٨ مع نشر (كاريكاتير العمل action comics #١) وهي أولى الكتب لتفصيل المغامرات والجهود البطولية لشخصيتها الرئيسية (سوبرمان).
أدى تطور الراديو والتلفزيون والأفلام إلى الزيادة من شعبية الكتب الهزلية وشخصياتها، وبحلول عام ١٩٨٠ وصل سوق الكتب الهزلية إلى أعلى ذروة له على الإطلاق، واليوم بدأت الكتب الهزلية أن تساهم ببطء ضمن مواضيع مختارة في الأوساط الأكاديمية، وتعتبر الآن ذات مساهمات كبيرة في التعبير الأدبي، وتغطي أيضًا مواضيع متعلقة بالطب والسياسة والاقتصاد والتغيير الاجتماعي.

## استخداماته الحالية في الإعداد الطبي
منذ بدايته، أصبح الطب الجرافيكي أكثر أهمية كمجال للدراسة، وعلى هذا النحو توسعت استخدامات الكتب الهزلية وكذلك أدوارها، واليوم يتم استخدام الكتب الهزلية والروايات المصورة على حد سواء في مجموعات متنوعة من البيئات السريرية والتعليمية، وذلك على الأرجح بسبب جهودها في توفير الاحتياجات المختلفة لجمهور متنوع.
يمكن أن تخدم العلاجات الهزلية أغراضًا متعددة، حيث يأمل بعض المؤلفين أن تساعد في تشارك المعلومات بين المرضى والمعالجين، ويأملون إنشاء موسوعة رسومية (جرافيك) من نوع ما.
غالبًا ما يتفاعل المعالجون مع المرضى في العلاج بالكتب الهزلية لتطوير علاقة أمتن تعتمد على التعاطف والتفاهم فيما بينهم، إذ يتم تشجيع المرضى في أغلب الأحيان على معالجة المشاعر والذكريات الصعبة في محاولة لمعالجة وإعادة الضبط النفسي والانخراط في استراتيجيات التأقلم الصحية.
و نظرًا لوظائفها المتعددة، تم اعتماد الطب الجرافيكي والعلاج بالكتب الهزلية وسيلة علاجية وتعليمية في المجال الطبي.

### إنشاء كتاب هزلي
إحدى أشكال العلاج بالكتب الهزلية يتضمن إنشاء شريط من الصور الهزلية، كتاب هزلي، أو رواية مصورة، والعملية التي يقوم بها المريض أو أحد أفراد أسرته أو مقدم الرعاية أو الممارس بإنشاء كتاب هزلي، هي عملية معقدة وتتضمن بحوث واسعة النطاق، والخلاصة، أن عملية إنشاء كتاب هزلي تعمل كآلية علاجية للتكيف تتجاوز كونها رواية قصص نصية فقط، وعوضًا عن ذلك، يتم دفع المرضى للتفكير من خلال وسائل الإعلام المتعددة، ويمكن للعملية في بعض الأحيان، أن تؤدي إلى اختراقات معرفية وعاطفية كبيرة للمريض، ومن المحتمل أن تكون هذه التأثيرات ناتجة عن التنوع الهائل لوسيط الكتاب الهزلي، لأنها تسمح بالتعبير عن صورة الجسم والتعبير اللفظي والعمل الجسدي والعاطفة.
غالبًا ما يشجع المعالجون المرضى على تطوير الشخصيات أولًا، لأن هذه هي الخطوة الأولى التي تضع المريض بتصور يتعلق ببيئته ماضيًا وحاضرًا، وفي معظم الأحيان، تجسد شخصيات روايات العلاج بالكتب الهزلية تلك الشخصيات الموجودة في حياة المؤلف -المريض-، ومن حين إلى آخر تكون تجاربهم متطابقة مع تجارب الواقع، وفي كثير من الأحيان يختار المؤلف إعادة السرد تمامًا مما يوفر للقارئ واقعًا معززًا نوعًا ما، كما ينتهز المرضى هذه الفرصة لإعادة كتابة قصصهم، ليتخذوا قرارات لم يتخذوها أو لم يستطيعوا اتخاذها خلال تجاربهم الخاصة، وبالتالي يعمل الكتاب الهزلي كوسيلة آمنة للتحرر مما يعانون منه، إذ أن المريض ينشئ بشكل مريح عالمًا تقتصر فيه عواقب الأفعال على اللوائح التي وضعها هو في عالمه الخاص.

### قراءة كتاب هزلي
هو شكل آخر من أشكال العلاج بالكتب الهزلية يحفز ويشجع المرضى وأنظمة الدعم الخاصة بهم ومقدمي الرعاية الصحية على قراءة الروايات المصورة والكتب الهزلية التي تم نشرها بالفعل، فمع تطور مجال الطب الجرافيكي، تبعها تطور مجموعة الكتب والروايات الهزلية، وعلى هذا النحو تغطي الروايات المصورة والكتب الهزلية مجموعة واسعة من المواضيع، بما في ذلك السرطان، ومرض باركنسون، والفصام، ومرض الزهايمر، واضطرابات الأكل، ونحو ذلك.
مثل:
⁃ روايات شهيرة عن سرطان الثعلبة: قصة حقيقية بقلم ماريسا اكوسيلا ماركيتو
⁃ روايات شهيرة عن الزهايمر: قصة عن الزهايمر، والدتي وأنا بقلم سارة ليفيت
⁃ روايات شهيرة عن هشاشه العظام: هوس، كآبة، مايكل آنجلو وأنا بقلم إلين فورني.
يوصي المعالجين مرضاهم بقراءة بروايات تناقش وتتعلق بتشخيصات وتجارب متشابهة، وتاريخًا شخصيًا مماثلًا، ويتم تشجيع المرضى أن يقرؤوها بتأني وبشكل نقدي في محاولة لإيجاد نوع من التشابه بين تجاربهم الخاصة وتلك التجارب الموصوفة داخل الأوراق بين أيديهم، كما تتجاوز طريقة العلاج هذه كونها مجرد قراءة لقصة حياة الكاتب نفسه، بل أن الصور والرسومات تضيف معنى إلى السرد، مما يؤدي إلى سد الفجوة بين المعنى والكلمات.
كما أن الطريقة التي يختارها المؤلف لتصوير شخصياته والبيئة والنص، كلها مهمة وتساهم إلى حد كبير في تجربة القراءة.

### أداة تعليمية
يسعى الخبراء في هذا المجال جاهدين إلى تطوير مجال دراسي لا يقتصر عمله على كونه أداة علاجية للمرضى ومقدمي الرعاية الصحية على حد سواء، بل يكون أيضًا بمثابة أداة تعليمية لطلاب الطب، فمع التقدم التكنولوجي وزيادة أعداد المرضى، حظيت الممارسات الطبية بتغير كبير خلال القرن الماضي، ومن ناحية أخرى بقيت عملية التعليم قبل الممارسات الطبية راكدة، حيث تغطي برامج كلية الطب الحالية المواد في ثلاث فئات واسعة، بما في ذلك الأساس العلمي للطب، رعاية المرضى، والطب، كما تختلف طرق التدريس باختلاف الجامعات لكن المناهج الأساسية تظل كما هي في جميع المجالات، ومع تطور الممارسة الطبية بسرعة، يرى البعض أن التدريب الطبي يجب أن يخطو خطواتها أي أن يتطور بذات السرعة، ووفقًا لعلماء الطب الجرافيكي هناك أوجه تشابه متعددة بين استخدام علاج الكتب الهزلية كأداة تعليمية والممارسة اليومية للطب، وبهذه الطريقة، انخراط طلاب الطب في العلاج بالكتب الهزلية أثناء تدريبهم الطبي يمكن ان يكون ذو أهمية في وقت لاحق.
من الممكن أن تكون الممارسة الطبية أمرًا مرهقًا بالنسبة لطبيب جديد متخرج من كلية الطب، فمن أجل إثبات ذاته في المجال الطبي، يرى الكثيرون أن الفرد يجب أن يمتلك بعض المهارات مثل «الكفاءة» و «الاحتراف» و «التألق» لذلك نادرًا ما يشار على الأطباء أنهم «مبدعون فنيًا» أو «مبدعون»؛ لذلك يعتقد أحد أساتذة الطب الجرافيكي أن هذا قد يشكل مشكلة في المستقبل لأنه يدفع طلاب الطب على البقاء ضمن حدود صندوق مزيف ملتزمين بالمهارات الاساسية ومبتعدين عن الإبداع والابتكار.